# Cosenza Calcio
Maillots
Actualités
Le Cosenza Calcio 1914 est le principal club de football de Cosenza, en Calabre, refondé en 2007 à partir du nom et du palmarès d'une équipe fondée en 1914. Le club évolue en Serie B (D2). Il obtient sa promotion en Serie B en remportant les séries éliminatoires (playoffs) en 2017-2018.

## Historique

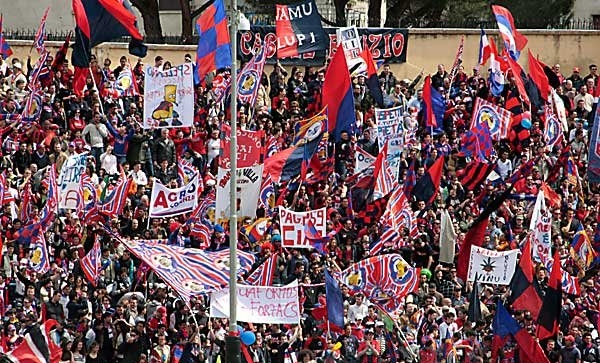
Tifosi de Cosenza.

- 1914 : fondation du club « AS Cosenza » ;
- 1929 : première saison en Serie D ;
- 1930 : première saison en Serie C (D3) ;
- 1946 : première saison en Serie B (D2) ;
- 1982 : le club AS Cosenza est mis en liquidation et est refondé une première fois sous le nom « Cosenza Calcio »  ce qui le maintient dans la catégorie de l'ancienne association ;
- 1992 : meilleur classement de l'histoire du club (5e de Serie B) ;
- 2003  : à la fin de la saison, pour ne pas avoir présenté la garantie exigée, le club est retiré du championnat professionnel ;  il est refondé pour la seconde fois sous le nom de « AS Cosenza Football Club » et est admis au championnat en Serie D ;
- 2007 :  en raison de la faillite de l'association AS Cosenza Calcio, le club n'est pas inscrit au championnat de Serie D ; il est refondé pour la troisième fois et prend le nom de « Fortitudo Cosenza » et change ses couleurs en rouge et bleu ;
- 2011 : radié des cadres de la Ligue Pro ; refondation du club pour la quatrième fois sous le nom de Nuova Cosenza Calcio, et est inscrit en Serie D.

## Identité du club

### Logos

Logo du centenaire.
Logo actuel.

## Palmarès et résultats

### Palmarès
- championnat de Serie C1 : 1960-61, 1987-88, 1997-98
- championnat de Serie C2 : 1979-80
- championnat de Serie D : 1974-75, 2007-08

### Records
- Joueurs le plus capé du club : Luigi Marulla (330 matchs)
- Meilleur buteur du club : Luigi Marulla (91 buts)

## Changements de nom
- 1912-1926 : Società Sportiva Fortitudo
- 1926-1928 : Cosenza Foot-Ball Club
- 1928-1929 : Dopolavoro Sportivo Cosenza
- 1929 : Associazione Sportiva Fascista Cosenza
- 1929-1933 : Cosenza Sport Club
- 1933-1982 : Associazione Sportiva Cosenza
- 1982-2003 : Cosenza Calcio
- 2003 : Cosenza Football Club
- 2003-2004 : Associazione Sportiva Cosenza Football Club
- 2004-2005 : Cosenza Calcio 1914
- 2005-2007 : Associazione Sportiva Cosenza Calcio
- 2007-2008 : Fortitudo Cosenza
- 2008-2011 : Cosenza Calcio 1914
- 2011-2014 : Nuova Cosenza Calcio
- 2014- : Cosenza Calcio

## Joueurs emblématiques
- David Balleri
- Giovanni Bia
- Djibril Diawara
- Michele Fini
- Stefano Fiore
- Gianluigi Lentini
- Cristiano Lupatelli
- Christian Manfredini
- Antonio Manicone
- Luigi Marulla
- Stefano Morrone
- Marco Negri
- Florian Radu
- Paulo Da Silva
- Pavel Srníček
- Marius Stankevičius
- Giacomo Tedesco